# 桂惣兵衛 (2代目)
二代目 桂 惣兵衛（かつら そうべえ、1978年8月10日 - ）は福岡県福岡市出身の落語家。本名は熊澤 誠。所属事務所は米朝事務所。上方落語協会会員。

## 来歴
実家は熊澤歯科医院、特に福岡市での落語会では住所まで詳らかにすることがある。西南学院中学校、青雲高等学校、神戸大学経営学部卒業。
会社員を経て、吉幾三の紹介で2005年10月に2代目桂ざこばに入門。2006年4月に初舞台。
2024年4月30日、道楽亭での記者会見で、翌2025年3月に一門の桂ひろば改メ二代目桂力造、桂ちょうば改メ四代目桂米之助とともに、自身は初代桂文治の本名の伊丹屋惣兵衛を「二代目桂惣兵衛」として襲名することを発表した。

## 人物
- 『ドッキリ!ハッキリ!三代澤康司です』（ABCラジオ）の木曜日（一門の先輩である桂南天がパートナーを務める）に、2020年から月1回の割合で開催されている「ドキハキTwitter大喜利選手権」の常連。「（日付）は（そうばが出演する落語会の会場・名称）に幾三」というラジオネームを名乗って落語会を宣伝するのが恒例だが、南天にはラジオネームの前に「桂そうばさん」と読まれてしまうのがお約束。2023年3月30日開催の第38回（お題は「『桃太郎』もしくは『浦島太郎』の本の帯」）で優勝。
- 『パネルクイズ アタック25』（ABCテレビ）2021年7月4日放送分に出場し優勝（優勝者VTRクイズには不正解）。
- 2023年2月9日には、立川生志の代役として『立川生志 金サイト』（RKBラジオ）のパーソナリティを担当。

## 受賞歴
- 2023年 第9回上方落語若手噺家グランプリ 優勝[2][3]